# 兵庫県立姫路北高等学校
兵庫県立姫路北高等学校（ひょうごけんりつ ひめじきたこうとうがっこう）は、兵庫県姫路市にある公立で定時制の高等学校。
兵庫県立姫路東高等学校に併設されている。通信制（県立網干高等学校）のダブルスクールや高等学校卒業程度認定試験合格などにより3年で卒業可能である。また単位制だが学年の概念はある。

## 設置学科
- 普通科（単位制）

## 特色
- 基本的に授業の参加は任意であり、教師も許可している。そのため単位を落とし学校を去ってしまう生徒も少なくない。

## 沿革
- 1948年（昭和23年） - 兵庫県立姫路東高等学校の定時制課程として開設。
- 1973年（昭和48年） - 独立開校し兵庫県立鷺山高等学校とする（現在の校名への変更時期不明）。

## 出身者
- 京山幸枝若（浪曲師）